# کاشکینو
کاشکینو (به لاتین: Kashkino) یک منطقهٔ مسکونی در روسیه است که در باشقیرستان واقع شده‌است.